# 赶场镇
赶场镇，是中华人民共和国四川省巴中市南江县下辖的一个乡镇级行政单位。2019年12月，将原红岩乡红岩社区、黑岩村、云光村、鞍坪村、红寨村所属行政区域划归赶场镇管辖。

## 行政区划
赶场镇下辖以下地区：
赶场社区、旭光社区、鹿角垭村、中江村、白梁村、井坝村、石龙村、长坝村、白马村、梁坪村、齐坪村、西坝村、川心村、柳池村和金骡村。